# 栗林力吉
栗林 力吉（くりばやし りききち、1901年〈明治34年〉2月27日 - 没年不明）は、日本の実業家、政治家。栗林総業会長。栗林組会長。米子市議会議長。

## 経歴
愛媛県松山市道後湯之町に栗林佐十郎の長男として生まれる。湯築高等小学校を卒業した。その後は農業に従事する。18歳の頃より樋口組に入り、土木事業界の人となる。
独立し、土建請負業を自営。鳥取県米子市にて事業の根拠を築きあげる。1944年に個人営業を廃業し、栗林組を設立、社長に就任する。
米子市議会議員、鳥取県議会議員、米子映画社長、リツリン映画社長、鳥取県自家用自動車協会長、鳥取県建設業協会長、西日本建設業保証監査役などを務めた。

## 人物
趣味は読書、映画鑑賞、演劇観賞。宗教は曹洞宗。住所は鳥取県米子市加茂町2丁目。

## 栄典
- 1957年 - 黄綬褒章[2]
- 1967年 - 藍綬褒章[1]

## 家族
栗林家
- 父・佐十郎 - 愛媛県松山市道後湯之町の人[2]。
- 妻[2][4]
- 長女、長女の婿[2]、長男[4]